# Halichoeres melanochir

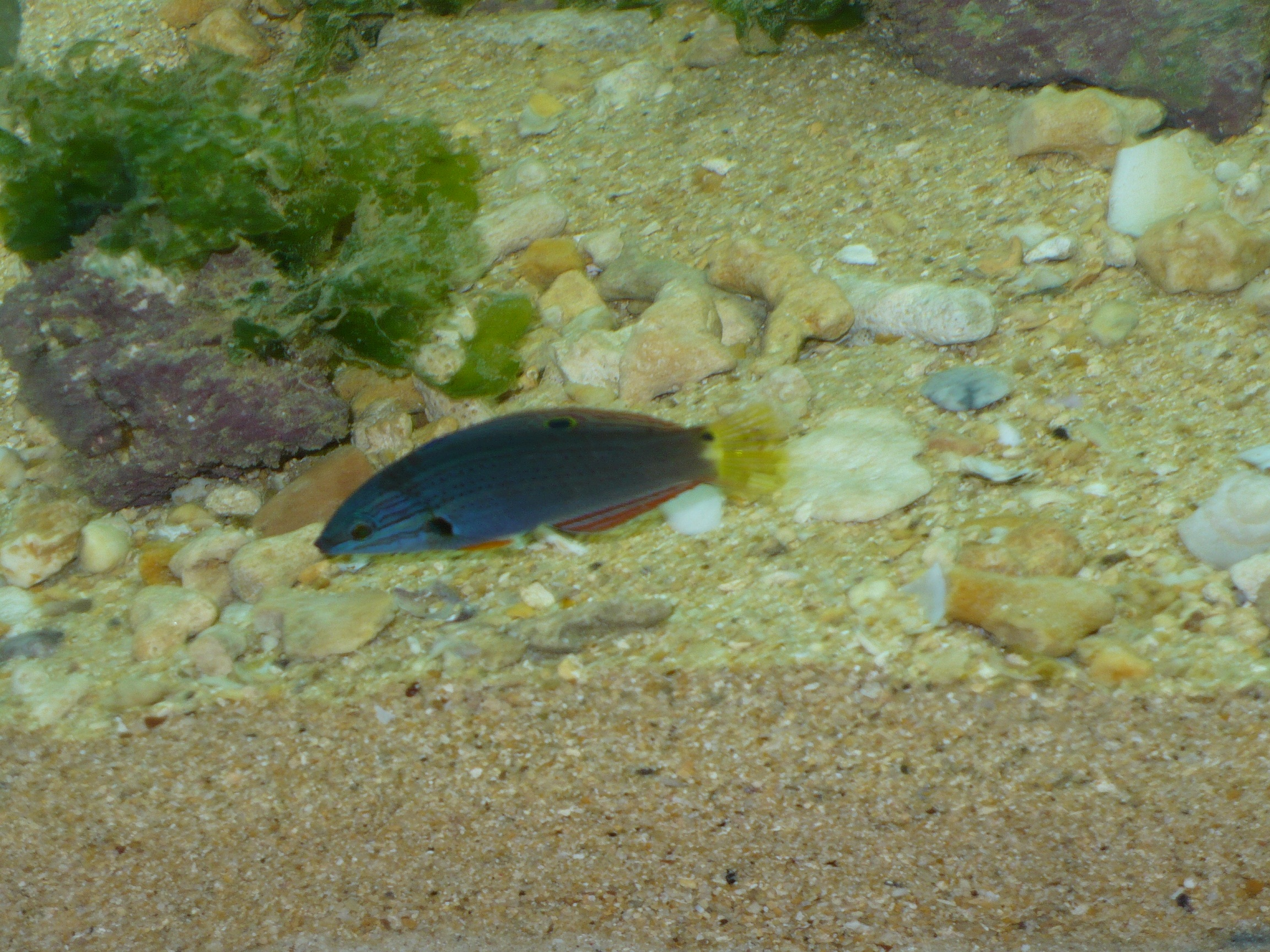
H. melanochir

Halichoeres melanochir Fowler & Bean, 1928 è un pesce di acqua salata appartenente alla famiglia Labridae.

## Distribuzione e habitat
Proviene dalle barriere coralline dell'ovest dell'oceano Pacifico, in particolare da Giappone, Taiwan, Australia e Filippine. Predilige le zone con fondali rocciosi, ricche di coralli. Nuota tra i 5 e i 25 m di profondità.

## Descrizione
Presenta un corpo compresso lateralmente, più alto di altre specie del genere Halichoeres, e con la testa dal profilo appuntito. La lunghezza massima registrata è di 18 cm. Può presentare sottili striature più scure, rossastre, sulla testa.
Gli esemplari giovanili sono verdi, molto scuri e tendenti a volte al blu o al marrone; questa colorazione si mantiene anche negli adulti. Le pinne pelviche sono gialle, e sulla pinna dorsale, bassa e scura, è presente una macchia nera con il bordo bianco-giallastro. Somigliano molto ai giovani di H. marginatus.
Gli esemplari adulti hanno la pinna dorsale e la pinna anale arancioni, a volte rossastre, la pinna caudale tendente al giallo e con il margine arrotondato e le pinne pettorali gialle con una macchia nera alla base.

## Biologia

### Comportamento
Nuota solitario, talvolta in coppie, mai in grandi gruppi.

### Alimentazione
Si nutre sia di uova di altri pesci che soprattutto di invertebrati come crostacei (galateidi, peracaridi, gammaridei, arpacticoidi e granchi della famiglia Majidae), molluschi (gasteropodi e chitoni), echinodermi (in particolare ofiure), vermi sipunculidi e policheti; la sua dieta include anche foraminiferi.

### Riproduzione
È oviparo e la fecondazione è esterna. Non ci sono cure verso le uova.

## Conservazione
Questa specie non è particolarmente comune ma non sembra comunque essere minacciata perché è diffusa in diverse aree marine protette, quindi viene classificata come "a rischio minimo" (LC) dalla lista rossa IUCN.